# Abadessa Olzet
L'abadessa Sobirana d'Olzet fou la primera abadessa del monestir de Pedralbes, a Barcelona. Ocupà el càrrec des del 3 de maig de 1327 fins a la seva mort el 25 d'abril de 1336.
S'incorporà al monestir el maig de 1327, juntament amb les altres onze monges damianistes i dues legues que l'escolliren com a abadessa. Venien del convent de Sant Antoni, situat prop del portal de Sant Daniel, a l'antiga muralla de la ciutat comtal, i s'establien en el nou monestir, d'acord amb la reforma de la regla de santa Clara aprovada per Urbá IV, per mitjà de la butlla Beata Clara. A partir d'aleshores totes les monges que seguien l'ideari de la santa i havien anat adoptant diferents denominacions, van ser conegudes amb el nom de clarisses.
Després de morir, Sor Sobirana d'Olzet va ser succeïda en el càrrec per sor Francesca ça Portella, neboda de la reina Elisenda de Montcada.